# Hendrik Willem Obbink
Hendrik Willem Obbink (Smilde, 20 maart 1898 - Zwolle, 14 september 1979) was een Nederlandse theoloog en hoogleraar.

## Leven en werk
Obbink studeerde theologie aan de Universiteit Utrecht bij (zijn vader) Herman Theodorus Obbink en aan de Rijksuniversiteit Groningen bij Gerardus van der Leeuw. In 1925 promoveerde hij in Utrecht op "De magische beteekenis van den naam inzonderheid in het oude Egypte".
Hij was hervormd predikant in Ootmarsum (1923), Geldermalsen (1926), Middelburg (1929) en Utrecht (1932). In 1932 werd hij privaatdocent Hebreeuws, Armeens en Syrisch in Utrecht. Na het emeritaat van zijn vader, volgde hij hem in 1939 op als hoogleraar "Geschiedenis der godsdiensten in het algemeen en in de Egyptische taal en letterkunde" aan de Universiteit Utrecht. Zijn oratie was getiteld "Het heilige boek als godsdienst-historisch verschijnsel". In 1956-1957 was hij rector magnificus.
Obbink verbond de studie van het Oude Testament met die van het Oude Nabije Oosten en het Oude Egypte. Hij was betrokken bij de bijbelvertaling van 1951 van het Nederlands Bijbelgenootschap.
Obbink trouwde op 18 januari 1923 met Johanna Magdalena Elizabeth Baljon (1897 - 1985). Het echtpaar had een zoon, die als kleuter overleed, en een dochter.
- Biografisch Portaal: 76003874
- Library of Congress Control Number: no2005029123
- Nationale Bibliotheek van Israël: 987007293382705171
- Nederlandse Thesaurus van Auteursnamen: 071193979
- Système universitaire de documentation: 223335088
- Virtual International Authority File: 24329180